# Cryptodesmus olfersii
Cryptodesmus olfersii är en mångfotingart som först beskrevs av Brandt 1839.  Cryptodesmus olfersii ingår i släktet Cryptodesmus och familjen Cryptodesmidae. Inga underarter finns listade i Catalogue of Life.